# Алі Абу-Рагеб
Алі Абу-Рагеб (араб. علي أبو الراغب; нар. 1946) — йорданський політик, голова уряду Йорданії від червня 2000 до жовтня 2003 року.

## Життєпис
Здобув архітектурну освіту, закінчивши 1967 року Університет Теннессі.
У 1971-1991 роках був партнером та керуючим директором Національної інженерної підрядної організації. У 1991 та 1995 роках призначався на пост міністра промисловості й торгівлі. Від 1991 до 1993 року обіймав посаду міністра енергетики й мінеральних ресурсів, після чого був обраний до лав парламенту. 19 червня 2000 року сформував власний кабінет, зберігши за собою портфель міністра оборони.